# Vimukthi Jayasundara
Pour les articles homonymes, voir Jayasundara.
Kala Keerthi Vimukthi Jayasundara (en singhalais : විමුක්ති ජයසුන්දර), né le 29 juillet 1977 à Ratnapura, est un cinéaste, critique et artiste visuel sri-lankais,.
Jayasundara est le premier Sri Lankais à remporter la Caméra d'Or en 2005.

## Biographie
Vimukthi Jayasundara nait à Ratnapura au Sri Lanka, mais est originaire de Galle. Il fréquente le Mahinda College et le Film and Television Institute of India à Pune.

## Filmographie
| Année | Titre                                    | Crédité comme | Crédité comme | Crédité comme | Remarques | Ref.  |
| Année | Titre                                    | Réalisateur   | Producteur    | Scénariste    | Remarques | Ref.  |
| ----- | ---------------------------------------- | ------------- | ------------- | ------------- | --- | ----- |
| 2003  | Vide pour l'amour                        | Oui           | Non           | Oui           | Court métrage |       |
| 2005  | La Terre abandonnée (Sulanga Enu Pinisa) | Oui           | Non           | Oui           | Débuts de réalisateur                                                                                                 |       |
| 2009  | Ahasin Wetei                             | Oui           | Non           | Oui           | |       |
| 2011  | Chatrak                                  | Oui           | Non           | Non           | Projeté à la Quinzaine des Réalisateurs au Festival de Cannes 2011                                                    | [ 5 ] |
| 2011  | How Far 2 Heaven?                        | Non           | Oui           | Non           | Documentaire |       |
| 2011  | 60 Seconds of Solitude in Year Zero      | Oui           | Non           | Non           | Film d'anthologie composé de courts-métrages de 60 réalisateurs                                                       |       |
| 2012  | Light in the Yellow Breathing Space      | Oui           | Non           | Oui           | Court métrage |       |
| 2012  | Jeonju Digital Project 2012              | Oui           | Non           | Non           | Film d'anthologie co-réalisé avec Ying Liang et Raya Martin Segment « Light in the Yellow Breathing Space »           |       |
| 2014  | Taprobana                                | Non           | Oui           | Oui           | Court métrage |       |
| 2015  | Sulanga Gini Aran                        | Oui           | Oui           | Oui           | |       |
| 2015  | Elephant                                 | Non           | Exécutif      | Non           | Court métrage |       |
| 2018  | Thundenek                                | Oui           | Non           | Oui           | Segment : « Him » Co-écrit avec Asoka Handagama et Prasanna Vithanage Commercialisé sous le titre Her. Him. The Other |       |
| 2019  | Sulanga Apa Ragena Yavi                  | Non           | Exécutif      | Non           | | [ 3 ] |

### Comme acteur
- 2012 : Matha : Kamal
- 2016 : Nimnayaka Hudekalawa : l'ami de Vishva
- 2017 : How to Become a Filmmaker with 10 Dollars : lui-même (film documentaire)

## Récompenses et distinctions

### Récompenses
En 2005, Jayasundara a reçu la Caméra d'Or au Festival de Cannes du meilleur premier réalisateur pour son film La Terre abandonnée (Sulanga Enu Pinisa).

### Distinctions
- 2021 : Membre du jury au 52e Festival international du film d'Inde, Goa[6].